# 甲酸异丁酯
甲酸异丁酯是一种有机化合物，化学式为C5H10O2。异丁醇和甲酸在酸的催化下发生Fischer酯化反应，可制得甲酸异丁酯。甲酸异丁酯因其甜味，可用作甜味剂。